# Кабадайы, Юсуф
Юсу́ф Карха́н Кабадайы́ (нем. Yusuf Karhan Kabadayı; 2 февраля 2004, Мюнхен) — немецкий и турецкий футболист, нападающий клуба «Аугсбург».

## Клубная карьера
Юсуф Кабадайы родился в Мюнхене в турецкой семье. С 2012 года он начал заниматься футболом в мюнхенской академии «Баварии». В 2021 году футболист был включён во вторую команду «Баварии», выступавшую в Региональной лиге.
После двух сезонов в дубле Кабадайы подписал профессиональный контракт с клубом сроком на два года. Не имея возможности попасть в основу «Баварии», для набора игровой практики перед сезоном 2023/24 Кабадайы отправился в аренду в клуб Второй Бундеслиги «Шальке 04» с опцией выкупа контракта после сезона аренды.
После завершения аренды Кабадаи вернулся в «Баварию» и в июле 2024 подписал контракт до 2028 года с клубом Бундеслиги — «Аугсбургом».

## Карьера в сборной
На международной арене Юсуф Кабадайы начинал выступления за юношеские сборные Турции. Но начиная с 17-ти летнего возраста он перешел в стан юношеских сборных Германии.